# Chinamission

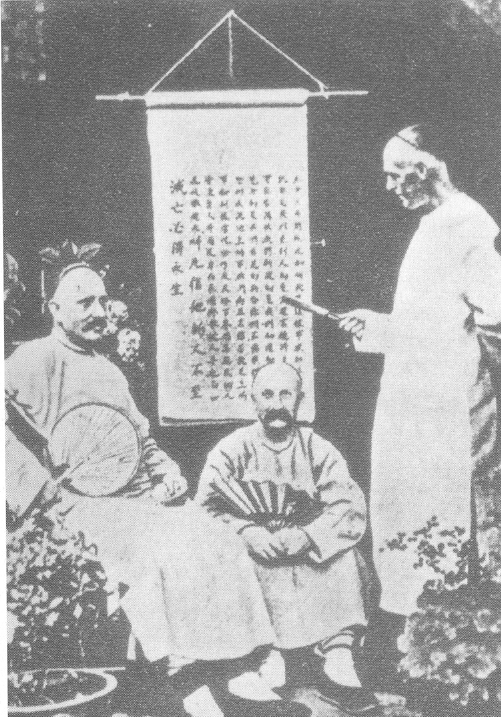
Missionare um 1900 während der Qing-Dynastie

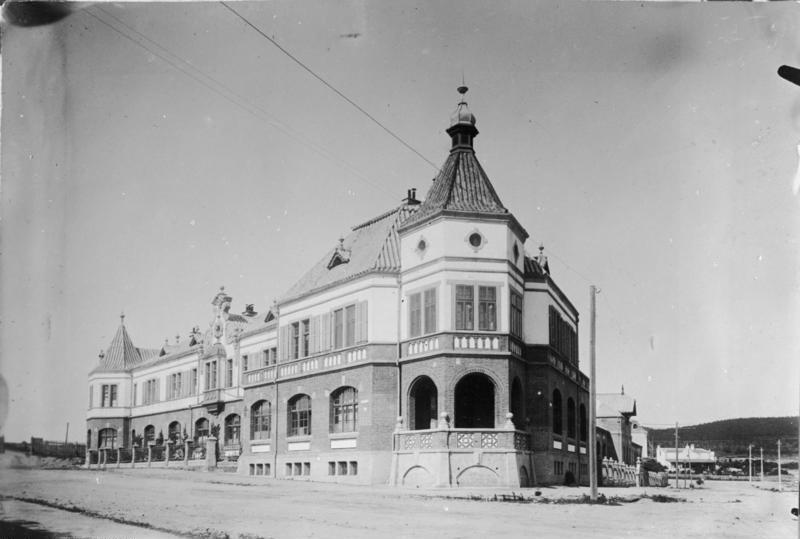
Katholische Mission in Qingdao

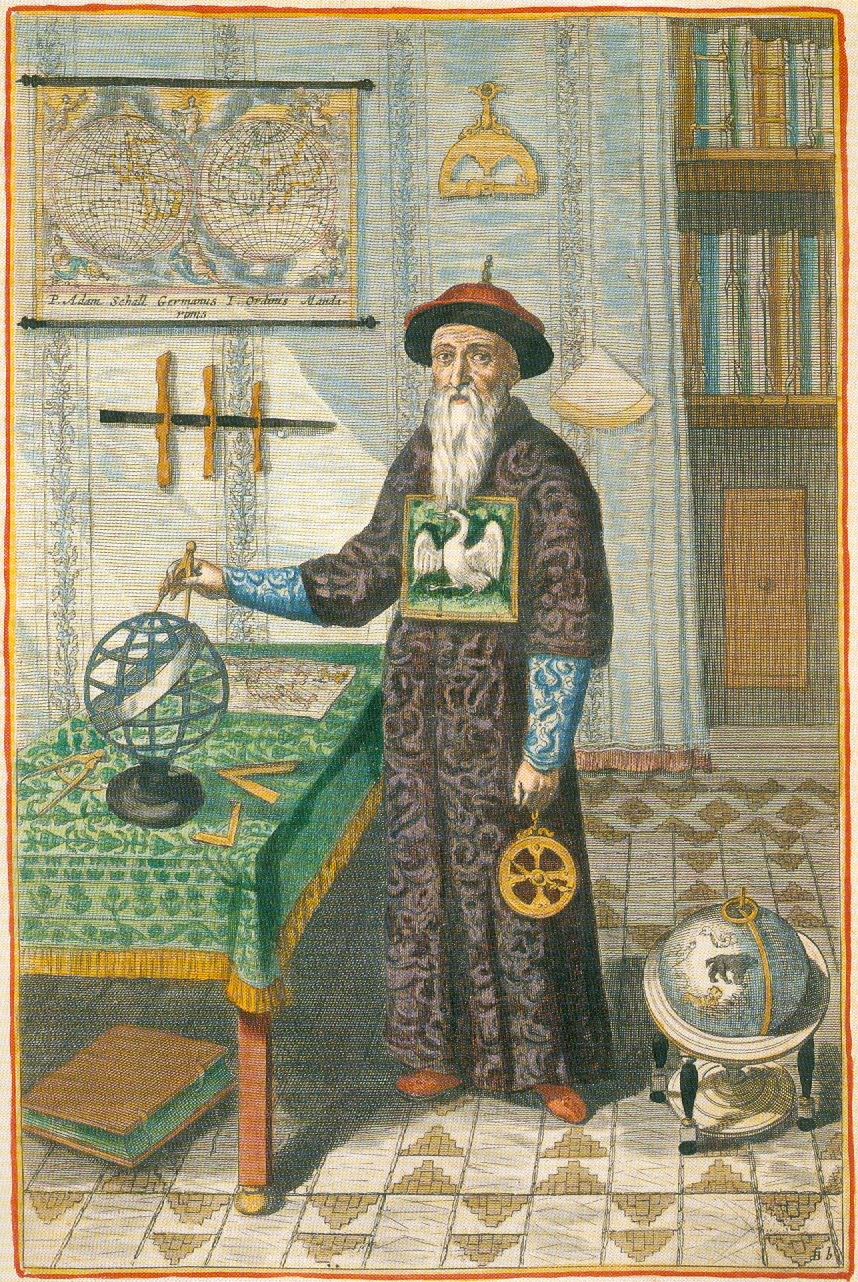
Der Jesuit Johann Adam Schall von Bell (1592–1666) in der Kleidung eines Mandarins

Als Chinamission bezeichnet man die Geschichte der Verbreitung des Christentums im Kaiserreich und in der Volksrepublik China.

## Geschichte

### Nestorianische Mission
Die ersten heute noch nachweisbaren Kontakte zwischen dem Kaiserreich China und dem Christentum in chinesischen Quellen datieren auf das Jahr 635 n. Chr., als Missionare der assyrischen Kirche des Ostens bis nach China gelangten. Diese Richtung des Christentums wird Nestorianismus genannt. Auf einer Gedenktafel von 781 n. Chr. wird an die Ankunft des ersten nestorianischen Mönches Alopen erinnert. Sie wurden von Kaiser Tai Zong willkommen geheißen und hatten die Erlaubnis zu predigen. In der Folge kam es zu mehreren Klostergründungen, es wurde christliche Literatur in chinesischer Sprache produziert und es kam zur Errichtung eines Metropolitanats für China. Die meisten Konvertiten dürften jedoch Nicht-Chinesen gewesen sein. Ein kaiserliches Edikt aus dem Jahr 845 untersagte Buddhismus und Christentum und die Unruhen gegen Ende der Tang-Dynastie führten zu einem weiteren Rückgang, sodass Mönche, die im Jahr nach China kamen, keine Spur von Christen mehr vorfanden.
Im 11. Jahrhundert kam es zu neuen Missionierungen durch die Assyrische Kirche des Ostens unter den Keraiten, die praktisch christianisiert waren, und Uiguren. Dschingis Khan verheiratete seinen Sohn Tolui mit der christlichen keraitischen Prinzessin Sorkhatani Beki, die die Mutter von Kublai Khan wurde. Auch die Lieblingsfrau von Kublai Khans Bruder Hülegü war eine christliche keraitische Prinzessin. Im Jahr 1278 erreichte sogar ein Bericht den Papst, dass Kublai Khan getauft worden sei. Unter den Mongolen war China für die Christen wieder offen. Die Assyrische Kirche des Ostens hatte in Peking einen Erzbischof und in mehreren chinesischen Städten gab es Gemeinden und Klöster. Kublain Khan bat den Papst in Rom um hundert gelehrte und christusgläubige Männer.

### Katholische Mission
Die katholische Kirche sandte Franziskaner und Dominikaner als Missionare, und ein italienischer Franziskaner, Johannes von Montecorvino, baute 1305 eine katholische Kirche in Peking, übersetzte das Neue Testament und die Psalmen und gewann etwa 6000 Bekehrte. Die letzten Berichte von franziskanischen Missionaren erreichten den päpstlichen Hof 1353. Fortan isolierte sich China gegenüber dem Westen bis zur Handels-Niederlassung der Portugiesen in Macau.
Im 17. und 18. Jahrhundert reisten vom portugiesischen König entsandte jesuitische Missionare, zum Beispiel Matteo Ricci, ins Land und missionierten unter der Bevölkerung. Besonders ihre wissenschaftlichen und technischen Fähigkeiten waren geschätzt; das Christentum selbst fand in China nur wenig Anklang. Die sogenannte Akkommodation ermöglichte Konvertiten die Beibehaltung eigener Riten, wie zum Beispiel die Ahnenverehrung und die Verehrung des Konfuzius und Laotses. Nach anfänglichen Erfolgen der Missionare führte der sogenannte Ritenstreit zu einem Rückschlag. Als Papst Benedikt XIV. im Jahr 1742 die chinesischen Riten verbot, wurde die Missionstätigkeit in China verboten und das Christentum geriet unter Druck.

### Evangelische Mission
Im Jahr 1807 gelangte Robert Morrison, ein Presbyterianer aus Schottland, in die einzige für ausländische Kaufleute offene Stadt Guangzhou. Einige Chinesen bekehrten sich zu Jesus Christus. Morrison widmete sich der Übersetzung der Bibel und war ein wichtiger Wegbereiter. Als Morrison 1834 starb, stellte sich der sprachbegabte deutsche lutherisch-pietistische Missionar Karl Gützlaff dem Handelshaus Jardine-Matheson und 1835 der Britischen Ostindien-Kompanie (British East India Company) als Dolmetscher und Sekretär zur Verfügung. Er nutzte diese Kontakte auch zu missionarischen Tätigkeiten, z. B. der Bibelverbreitung. Die Basler Mission wurde ab 1847 in China tätig, die Berliner Mission 1882.
Im 19. Jahrhundert unterhielten die Engländer mit der Chinesischen Evangelisationsgesellschaft (CEG, englisch: China Evangelisation Society CES) eine Missionsgesellschaft in China. Mit ihr arbeitete ab 1853 auch der Arzt und Missionar Hudson Taylor zusammen, der sich jedoch 1857, enttäuscht von den Zuständen und der Arbeitsweise der Missionare, von ihr trennte. Taylor gründete – ohne dabei von irgendeiner Konfession unterstützt zu werden – im Jahr 1865 die China-Inland-Mission, die im 19. Jahrhundert in allen Provinzen Chinas evangelisierte. 1866 wirkten bereits 24 Mitarbeiter in vier Stationen im Landesinnern, zwanzig Jahre später etwa 270 Personen in allen Regionen Chinas und beim Höchststand 1934 waren 1368 Missionare in 364 Stationen tätig. 1902 – drei Jahre vor seinem Tod – übergab Taylor die Leitung der China-Inland-Mission an E. Hoste. Beim Boxeraufstand im Jahr 1900, der sich primär gegen das damalige kaiserliche Regime richtete, kamen über 20000 chinesische Christen und hunderte westlicher Missionare ums Leben, so auch 58 Missionare und 21 Kinder der China−Inland−Mission.

### Mission unter dem Kommunismus
Im Jahr 1949 gab es in China 1,2 Millionen Mitglieder protestantischer Kirchen und 3 Millionen Katholiken. Ausländische Missionare arbeiteten wie anderswo auch in China aus Personalmangel darauf hin, dass die chinesischen Gemeinden sich möglichst schnell selber verwalten, sich selber finanzieren und sich selber ausbreiten konnten. Da ausländische Missionare China spätestens 1951 verlassen mussten, verbreitete sich das Christentum fortan durch chinesische Christen. Das Drei-Selbst-Prinzip wurde durch die erste nationale christliche Konferenz in China 1954 institutionalisiert und wurde zum Eigennamen der staatlich kontrollierten und von den Kommunisten infiltrierten Kirche. Besonders unter Mao Zedong versuchte die Kommunistische Partei Chinas, auch das Christentum abzuschaffen. Während der Kulturrevolution (1966–1976) waren alle religiösen Aktivitäten in den Untergrund gezwungen und es war im Ausland kaum bekannt, ob es in China überhaupt noch Christen gab.

### Mission in der Gegenwart
Heute gehören Katholizismus und Protestantismus zusammen mit Buddhismus, Daoismus und Islam zu den anerkannten Religionen in China. Die offiziellen Kirchen werden jedoch von der Regierung streng kontrolliert. Angehörige, insbesondere Leiter von nicht offiziell genehmigten Untergrundkirchen, müssen bis heute mit Inhaftierung rechnen.
1977, nach dem Ende der Kulturrevolution, war das Christentum stark im Wachstum begriffen: Die offiziellen protestantischen Kirchen hatten ums Jahr 2000 17 Millionen Mitglieder, die katholische Kirche 12 Millionen, dazu kommen schätzungsweise 45 Millionen Christen in Hausgemeinden der Untergrundkirche. Eine andere Schätzung aus dem Jahr 2000 kommt auf 58 Millionen Christen in der Untergrundkirche.
Vor und nach dem Jahr 2000 erlebte der christliche Glaube eine neue Blütezeit in China, und nach unabhängigen Schätzungen bezeichneten sich ums Jahr 2020 95 bis 130 Millionen Chinesen als Christen, was sieben bis neun Prozent der Bevölkerung betrug. Zunehmend waren nicht nur alte Menschen auf dem Land Teil einer Kirche, sondern auch jüngere Menschen mit akademischer Ausbildung in der Stadt, die eine klare calvinistische Ethik für ihre Orientierung und Lebensführung schätzten. Infolge der ausgeklügelten digitalen staatlichen Überwachung und der Verabschiedung eines neuen, weitreichenden Religionsgesetzes im Jahr 2018 nahmen die Repressionen und Einschränkungen gegenüber Kirchen, Versammlungen und Gläubigen wieder zu. So ist es beispielsweise Kindern und Jugendlichen unter 18 Jahren nicht mehr erlaubt, eine Kirche besuchen.